# Arthur Dent (puritano)
Arthur Dent (... – 1607) è stato uno scrittore puritano inglese.
È noto per esser l'autore del Plaine Mans Path-way to Heaven (1601), un libello religioso di stampo puritano che conobbe ben 25 edizioni dal 1601 al 1640 e che appartiene al genere dei manuali di edificazione e di condotta.